# Provincia de Canas
La provincia de Canas (quechua cuzqueño: K’anas) es una de las trece que conforman el departamento del Cuzco en el sur del Perú.
Limita por el norte con la provincia de Acomayo, por el este con la provincia de Canchis y el departamento de Puno, por el sur con la provincia de Espinar y por el oeste con la provincia de Chumbivilcas.

## Historia
Corresponde al antiguo corregimiento de Canas y Canchis, que, luego, durante la república, correspondió a la provincia de Tinta. Entre sus principales corregidores, se hallan Francisco Carvajal y Vargas (siglo XVII), Gregorio de Viana y Miguel de Santistevan (siglo XVIII).
La provincia fue creada mediante ley del 13 de agosto de 1834.
Cuenta con sus 8 distritos considerados pueblos altivos del departamento del Cusco, por el levantamiento de José Gabriel Túpac Amaru II, del 4 de noviembre de 1780, hecho ocurrido en Yanaoca capital de la provincia de Canas, que remeció toda Latinoamérica en contra de poderío español. Túpac Amaru II nació en el anexo de Surimana, actual distrito de Túpac Amaru (provincia de Canas).

## División administrativa
La provincia tiene una extensión de 2103,76 km². Se encuentra dividida en ocho distritos:
- Yanaoca
- Checca
- Kunturkanki
- Langui
- Layo
- Pampamarca
- Quehue
- Túpac Amaru

## Población
La provincia de Canas para el año 1993 presenta una población de 39 476 habitantes, para el año 2007 de 38 293 habitantes, mostrando una disminución de 1183 habitantes, Sin embargo, durante los 46 últimos años (1961-2007), en términos absolutos, la población se ha incrementado de 28 604 a 38 293 habitantes, a razón de aproximadamente 1 habitante por cada 2 días. Lo que hace que la provincia haya crecido; aunque lentamente.
POBLACIÓN TOTAL (CENSOS 1993 y 2007)
DISTRITOS	1993	2007	%
Yanaoca	9923	9701	25.4
Checca	5.85	5983	15.6
Kunturkanqui	5463	5494	14.3
Langui	3171	2626	6.9
Layo	6472	6217	16.2
Pampamarca	2292	2047	5.4
Quehue	2906	3260	8.5
Túpac Amaru	3399	2965	7.7
TOTAL	39 476	38 293	100

## Capital
La capital de la provincia es la ciudad de Yanaoca.

## Autoridades

### Regionales
- Consejero regional
  - 2019-2022:[1] Tomás Mamani Quispe (Movimiento Regional Acuerdo Popular Unificado)

### Municipales
- 2019-2022[1]
  - Alcalde: Pablo César Chaiña Carpio, del Movimiento Regional Acuerdo Popular Unificado.
  - Regidores:

  1. Francisco Escobar Choqque (Movimiento Regional Acuerdo Popular Unificado)
  2. Luz de María Mercado Valdivia (Movimiento Regional Acuerdo Popular Unificado)
  3. Eriberto Machaca Huayllani (Movimiento Regional Acuerdo Popular Unificado)
  4. Eladio Ferrer Nina Phuturi (Movimiento Regional Acuerdo Popular Unificado)
  5. Francisca Ccuito Soto (Movimiento Regional Acuerdo Popular Unificado)
  6. Honorato Ttito Quispe (Democracia Directa)
  7. Braulio Tunque Jiménez (Alianza para el Progreso)